# Mechtild von Wunnenberg
Mechtild von Wunnenberg, connue à partir de 1244 et morte en 1268 à Zurich, est une abbesse suisse. Elle dirige l'abbaye du Fraumünster, et, de fait, Zurich, pendant 13 ans, de 1255 à sa mort.

## Biographie
Issue d'une famille de barons, elle est connue comme religieuse au Fraumünster à partir de 1244. Elle en devient l'abbesse en 1255, poste qu'elle occupe jusqu'à sa mort, en 1268,. Pendant son règne, il aurait été notamment décidé qu'en l'absence de fils, les filles pouvaient hériter de leurs parents.
Certains de ses documents sont encore conservés par les archives de Zurich.